# عمدة القاري
عمدة القاري شرح صحيح البخاري كتاب من الشروح المشهورة لصحيح البخاري مؤلفه بدر الدين العيني، أبي محمد: محمود بن أحمد العيني، الحنفي. المتوفى: سنة 855، خمس وخمسين وثمانمائة. وهو شرح كبير وسماه: عمدة القاري.
أوله: (الحمد لله، الذي أوضح وجوه معالم الدين.. الخ) وبعد حمد الله والصلاة على رسوله بين فضل العلماء وأوضح مكانة البخاري وعمله.
| عمدة القاري | ولقد تصدت طائفة من السلف الكرام ممن كساهم الله تعالى جلابيب الفهم والأفهام ومكنهم من انتقاد الألفاظ الفصيحة المؤسسة على المعاني الصحيحة وأقدرهم على الحفظ بالحفاظ من المتون والألفاظ إلى جمع سنن من سنن سيد المرسلين هادية إلى طرائق شرائع الدين وتدوين ما تفرق منها في أقطار بلاد المسلمين بتفرق الصحابة والتابعين الحاملين وبذلك حفظت السنن وحفظ لها السنن وسلمت عن زيغ المبتدعين وتحريف الجهلة المدعين فمنهم الحافظ الحفيظ الشهير المميز الناقد البصير الذي شهدت بحفظه العلماء الثقات واعترفت بضبطه المشايخ الأثبات ولم ينكر فضله علماء هذا الشأن ولا تنازع في صحة تنقيده اثنان الإمام الهمام حجة الإسلام أبو عبد الله محمد بن إسماعيل البخاري أسكنه الله تعالى بحابيح جنانه بعفوه الجاري وقد دون في السنة كتابا فاق على أمثاله وتميز على أشكاله ووشحه بجواهر الألفاظ من درر المعاني ورشحه بالتبويبات الغريبة المباني بحيث قد أطبق على قبوله بلا خلاف علماء الأسلاف والأخلاف | عمدة القاري |

ذكر فيه أنه لما رحل إلى البلاد الشمالية قبل الثمانمائة مستصحباً فيه هذا الكتاب ظفر هناك من بعض مشايخه بغرائب النوادر المتعلقة بذلك الكتاب، ثم لما عاد إلى مصر شرحه، وهو بخطه في أحد وعشرين مجلداً بمدرسته التي أنشأها بحارة كتامة بالقرب من الجامع الأزهر، وشرع في تأليفه في أواخر شهر رجب سنة 821، إحدى وعشرين وثمانمائة.
وفرغ منه في نصف (آخر) الثلث الأول من جمادى الأولى سنة 847، سبع وأربعين وثمانمائة.
واستمد فيه من فتح الباري بحيث ينقل منه الورقة بكمالها وكان يستعيره من البرهان بن خضر بإذن مصنفه له، وتعقبه في مواضع، وطوله بما تعمد الحافظ: بن حجر حذفه من سياق الحديث بتمامه، وإفراده  كل من تراجم الرواة بالكلام، وبين الأنساب، واللغات، والإعراب، والمعاني، والبيان، واستنباط الفوائد من الحديث، والأسئلة، والأجوبة.
وحكى أن بعض الفضلاء، ذكر لابن حجر ترجيح شرح العيني بما اشتمل عليه من البديع وغيره، فقال: بديهة هذا شيء نقله من شرح لركن الدين، وقد كنت وقفت عليه قبله، ولكن تركت النقل منه لكونه لم يتم، إنما كتب منه قطعة، وخشيت من تعبي بعد فراغها في الإرسال (في الاسترسال) ، ولذا لم يتكلم العيني بعد تلك القطعة بشيء من ذلك انتهى.
وبالجملة: فإن شرحه حافل، كامل في معناه، لكن لم ينتشر كانتشار فتح الباري في حياة مؤلفة وهلم جرا. ويبلغ المؤلف المطبوع 7500 صفحة في 25 مجلدًا.
وانتقد فيه ابن حجر كثيرا في شرحه دون ذكر اسمه فيقول قال بعضهم وقد رد عليه ابن حجر (صاحب فتح الباري شرح صحيح البخاري) في كتاب انتقاض الاعتراض.

## وصف الكتاب ومنهج المؤلف
افتتح العيني كتابه بمقدمة قصيرة أورد فيها أسانيده إلى الإمام البخاري، ثم تحدث عن صحيح البخاري وفضله وشروط ورود الحديث فيه، وعدد الأحاديث فيه، وأبواب صحيح البخاري وعدد أحاديث كل كتاب، وطبقات شيوخ البخاري، وذكر من انتقد من رجال الصحيح، وبين الفرق بين الاعتبار والمتابعة والشاهد مما يجهله الناس فليس كل حديث ورد له نفس الدرجة وإن كان في صحيح البخاري، كما ضبط الأسماء المتكررة، وذكر معلقات الصحيح أي الأحاديث التي لم ترفع إلى النبي، ثم عرف بموضوع علم الحديث ومبادئه ومسائله، ويبدو أنه أعتمد على شرح الكرماني في علم الحديث، ولذلك شاركه في نقاط ضعفه، ومن ذلك قوله «موضوع علم الحديث ذات رسول الله» وهذا ورد عن الكرماني، ولكن نعم المباحث التي أودعها الحافظ في مقدمته موجودة في ثنايا عمدة القاري ولكنها موزعة على مواضعها ضمن الكتاب.

## مواضيع ذات صلة
- موسوعة صحيح البخاري